# ヌワラ・エリヤ
ヌワラ・エリヤ（シンハラ語: නුවරඑළිය [nuːrɛliːjə]、タミル語: நுவரேலியா、英語: Nuwara Eliya）は、スリランカの中部州ヌワラ・エリヤ県の都市である。スリランカ中央高地の南側、標高1,868 mの地域に位置しており、美しい風景と涼しい気候、そしてその気候を生かした紅茶（セイロンティー）の生産で知られている。都市からはスリランカ最高峰のピドゥルタラーガラ山を望むことができる。ヌワラ・エリヤ県の県都である。

## 歴史

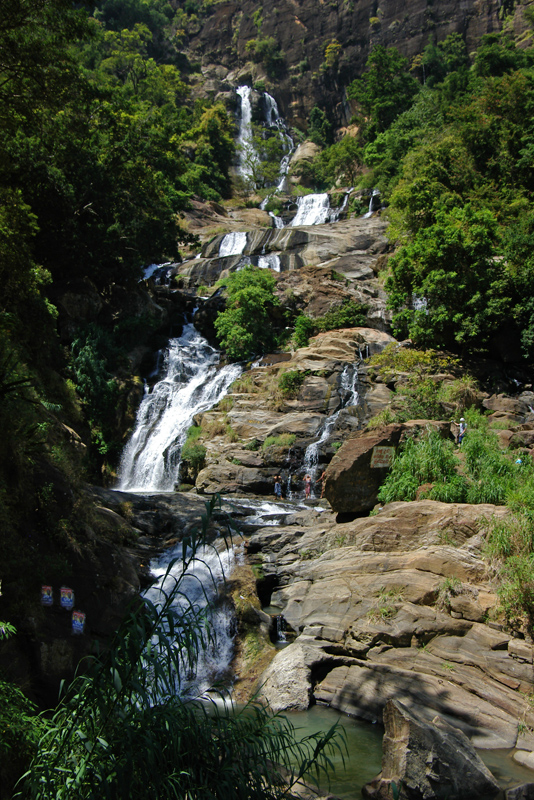
ヌワラ・エリヤ近郊に位置する滝

ヌワラ・エリヤの町は、1846年に後にナイル川の探検でアルバート湖発見で知られることになるサミュエル・ベーカーにより設立された。この地域の冷涼な気候は、当時スリランカを支配していたイギリスの役人や入植者にとって素晴らしいものだった。
ヌワラ・エリヤは「リトル・イングランド」と呼ばれ、入植者達はこの地で狐や鹿、象のハンティング、それにポロやゴルフ、クリケットや競馬を楽しんだ。今日でも多くの人が、特に花のシーズンの4月にこの地を訪れており、ポニーやカートのレース、オート・ラリーが催されている。
ヌワラ・エリヤにはクイーン・コテージやゼネラル・ハウス、グランド・ホテル、ヒル・クラブ、それに郵便局といった植民地時代の建築物が多く残されており、新たに建設されたホテルの多くも植民地風のスタイルになっている。またイギリス風の芝生や庭園を維持している個人住宅も多い。

## 気候
高地に位置することから、ヌワラ・エリヤはケッペンの気候区分で西岸海洋性気候 (Cfb) に属す。年間の平均気温は16℃である。冬季の夜はとても寒くなり、霜が降りることもある。しかし日が昇ると気温も急速に上昇し、霧が発生する。
| ヌワラ・エリヤの気候     | ヌワラ・エリヤの気候 | ヌワラ・エリヤの気候 | ヌワラ・エリヤの気候 | ヌワラ・エリヤの気候 | ヌワラ・エリヤの気候 | ヌワラ・エリヤの気候 | ヌワラ・エリヤの気候 | ヌワラ・エリヤの気候 | ヌワラ・エリヤの気候 | ヌワラ・エリヤの気候 | ヌワラ・エリヤの気候 | ヌワラ・エリヤの気候 | ヌワラ・エリヤの気候 |
| 月                       | 1月                  | 2月                  | 3月                  | 4月                  | 5月                  | 6月                  | 7月                  | 8月                  | 9月                  | 10月                 | 11月                 | 12月                 | 年                   |
| ------------------------ | -------------------- | -------------------- | -------------------- | -------------------- | -------------------- | -------------------- | -------------------- | -------------------- | -------------------- | -------------------- | -------------------- | -------------------- | -------------------- |
| 最高気温記録 °C （°F）   | 25.9 (78.6)          | 25.6 (78.1)          | 26.8 (80.2)          | 27.7 (81.9)          | 27.3 (81.1)          | 26.4 (79.5)          | 25.4 (77.7)          | 24.7 (76.5)          | 25.4 (77.7)          | 24.2 (75.6)          | 26.2 (79.2)          | 27.5 (81.5)          | 27.7 (81.9)          |
| 平均最高気温 °C （°F）   | 20.0 (68)            | 21.2 (70.2)          | 22.5 (72.5)          | 22.8 (73)            | 21.3 (70.3)          | 18.9 (66)            | 18.5 (65.3)          | 18.7 (65.7)          | 19.2 (66.6)          | 19.8 (67.6)          | 19.8 (67.6)          | 19.4 (66.9)          | 20.2 (68.4)          |
| 日平均気温 °C （°F）     | 14.7 (58.5)          | 15.3 (59.5)          | 16.3 (61.3)          | 17.1 (62.8)          | 17.1 (62.8)          | 16.1 (61)            | 15.7 (60.3)          | 15.7 (60.3)          | 15.7 (60.3)          | 15.8 (60.4)          | 15.6 (60.1)          | 15.2 (59.4)          | 15.9 (60.6)          |
| 平均最低気温 °C （°F）   | 9.4 (48.9)           | 9.4 (48.9)           | 10.2 (50.4)          | 11.4 (52.5)          | 12.8 (55)            | 13.3 (55.9)          | 12.8 (55)            | 12.7 (54.9)          | 12.3 (54.1)          | 11.9 (53.4)          | 11.5 (52.7)          | 11.0 (51.8)          | 11.6 (52.9)          |
| 最低気温記録 °C （°F）   | 1.2 (34.2)           | 0.4 (32.7)           | 1.1 (34)             | 4.4 (39.9)           | 7.8 (46)             | 8.7 (47.7)           | 2.3 (36.1)           | 8.4 (47.1)           | 7.2 (45)             | 5.1 (41.2)           | 2.4 (36.3)           | 1.9 (35.4)           | 0.4 (32.7)           |
| 降水量 mm （inch）       | 100.6 (3.961)        | 77.7 (3.059)         | 71.5 (2.815)         | 158.4 (6.236)        | 175.9 (6.925)        | 171.9 (6.768)        | 164.9 (6.492)        | 161.0 (6.339)        | 178.8 (7.039)        | 226.8 (8.929)        | 221.7 (8.728)        | 196.0 (7.717)        | 1,905.2 (75.008)     |
| 平均降水日数 （≥1.0 mm） | 8                    | 7                    | 8                    | 13                   | 13                   | 16                   | 17                   | 16                   | 15                   | 18                   | 17                   | 15                   | 163                  |
| % 湿度                   | 75                   | 67                   | 65                   | 73                   | 87                   | 84                   | 84                   | 84                   | 83                   | 83                   | 82                   | 85                   | 79                   |
| 出典1：世界気象機関      |                      |                      |                      |                      |                      |                      |                      |                      |                      |                      |                      |                      |                      |
| 出典2：NOAA              |                      |                      |                      |                      |                      |                      |                      |                      |                      |                      |                      |                      |                      |

## 言語
ヌワラ・エリヤでは主にシンハラ語とタミル語が話される。その他英語もまた広く用いられている。

## 交通

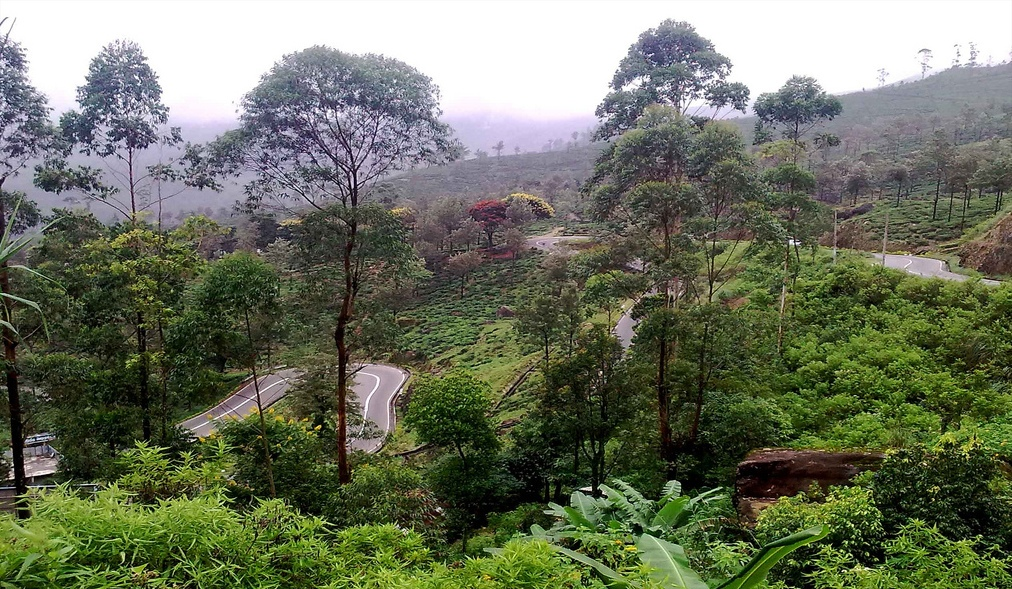
ペラデニヤ・ヌワラ・エリヤ道路

ヌワラ・エリヤ市内には鉄道駅が存在しておらず、最も近い鉄道駅は約8km離れたナーヌ・オヤとなる。空の便としてはLake Gregory Waterdromeによるエアタクシーが、ヌワラ・エリヤとコロンボを結んでいる。

## 姉妹都市
- 宇治市、日本、1986年
- 永州市、中国、2009年
- ヴィドノエ、ロシア

## 施設
- ハッガラ植物園
- ヌワラ・エリヤ・ゴルフクラブ